# Торозавр
Торозавр (Torosaurus — «перфорований ящір»; натякаючи на великі отвори в його оборці) — рід травоїдних хасмозаврових цератопсидних динозаврів, що жили в пізній маастрихтський період пізньої крейди, між 68 і 66 мільйонами років тому (не виключено, що межі існування цього виду сягають 69 мільйонів років тому). Скам'янілості торозавра були знайдені по всій західній частині Північної Америки, від півночі Саскачевану до півдня Техасу.
Торозавр мав найбільший череп серед усіх відомих наземних тварин — його облямований череп сягав 2,77 метра в довжину. Вважається, що торозавр був такого ж розміру, як і його сучасник — трицератопс, але відрізнявся видовженою оборкою з великими отворами овальної форми, довгими лускатими кістками оборки з жолобом на верхній поверхні, а також наявністю п'яти або більше пар рожків на задній частині оборки. У торозавра також був відсутній довгий носовий ріг, як у Triceratops prorsus. Натомість він був схожий на більш раннього і базального Triceratops horridus завдяки короткому носовому рогу. Наразі було названо три види: Torosaurus latus, T. gladius і T. utahensis. Однак T. gladius більше не вважається валідним видом.
У 2010 році валідність самого торозавра була оскаржена. Вивчення гістології викопних кісток у поєднанні з дослідженням форми оборки допомогло зробити висновок, що торозавр, ймовірно, представляв зрілу форму трицератопса. Кістки типових зразків трицератопса були визначені несформованими та, згідно з дослідниками, демонстрували ознаки поступового розвитку характерних отворів оборки торозавра. В ході розвитку оборка черепа значно подовжилася б і в ній з'явилися б отвори. Однак у 2011, 2012 та 2013 роках дослідження зовнішніх ознак відомих зразків показали, що морфологічні відмінності між цими двома родами виключають їхню синонімічність. Основними проблемами є відсутність хороших перехідних форм, очевидне існування автентичних підліткових зразків торозаврів, різні пропорції черепа незалежно від зрілості, а також утворення отворів на дорослій стадії, що не є частиною нормального циклу розвитку цератопсів. Досі точаться суперечки про те, чи був торозавр справді дорослим трицератопсом, чи окремим родом, хоча більшість дослідників наразі віддають перевагу останньому тлумаченню.

## Опис

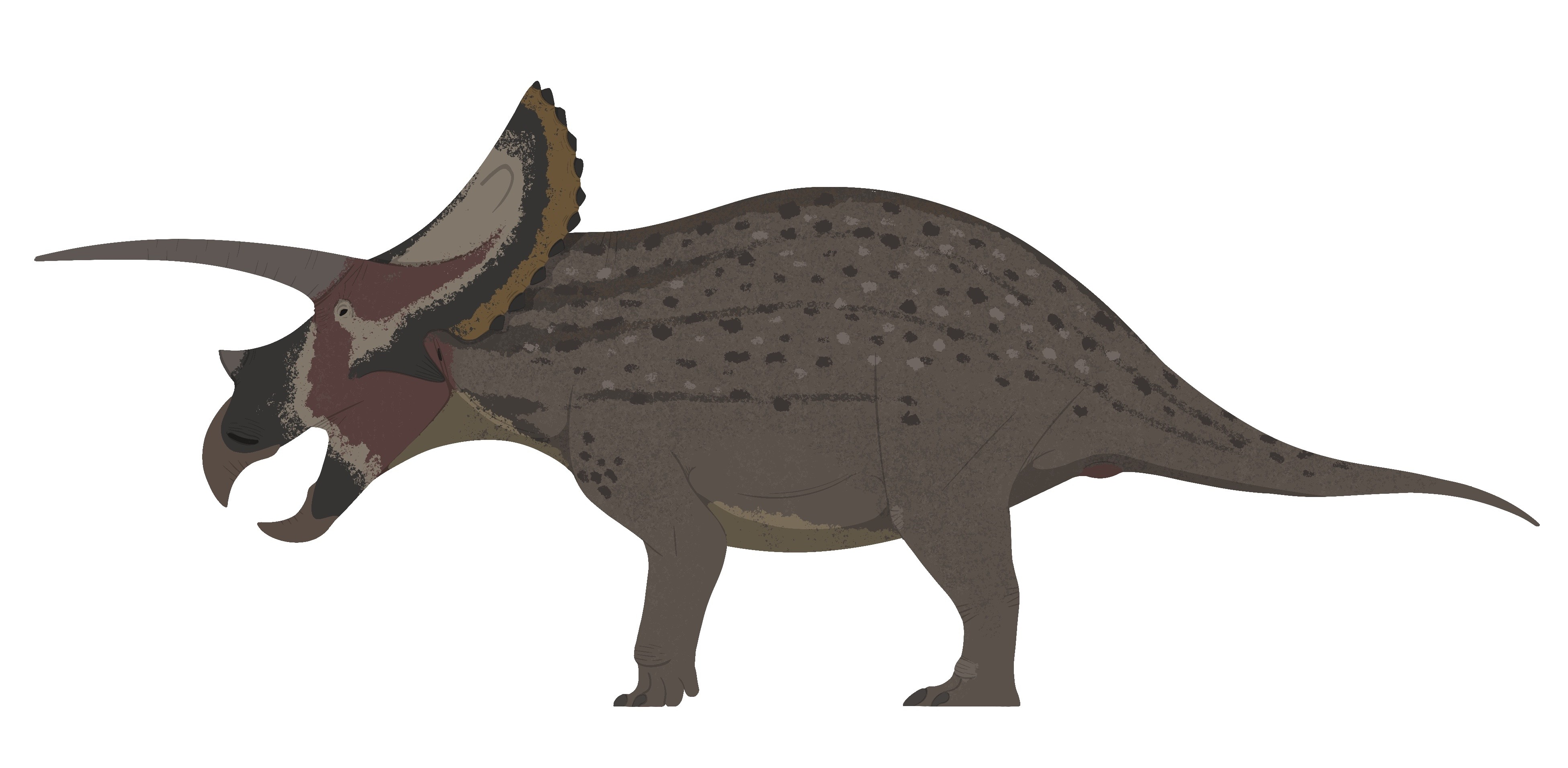
Реконструкція T. utahensis

Всі особини, віднесені до торозаврів, були великими, співставними з найбільшими відомими екземплярами трицератопсів, довжиною від 7,5 до 9 м і вагою від 4 до 6 т. Через видовжену оборку довжина їхнього черепа була особливо значною. Гетчер оцінив череп голотипного зразка YPM 1830 у 2,2 м, а YPM 1831 — у 2,35 м. На основі цього вважалося, що торозавр має найдовший череп серед усіх відомих наземних тварин.
У 2006 році Ендрю Фарке заявив, що описані ним нові черепи були в середньому навіть довшими, за два оригінальних черепи Гетчера. MOR 1122, завдовжки у 2,52 м та MOR 981 з довжиною 2,77 м. Добре збережений череп екземпляра торозавра на прізвисько «Адам», вперше виставлений у 2023 році, є найбільшим із відомих завдовжки 3 метри.

### Роги та комір
Як і в інших представників підродини хасмозаврових, у торозавра було два довгих надбрівних рога та маленький носовий ріг. Хоча цим він дуже схожий на трицератопса, між ними є відмінності. У трицератопса на комірі є маленькі відростки, а у торозавра — ні. А ще комір торозавра трохи вищий за комір трицератопса. Половина довжини черепа торозавра припадає на комір із двома отворами, які ймовірно призначалися для зниження маси.

## Історія вивчання
У 1891 році, через два роки після присвоєння назви трицератопсу, пара черепів нового цератопса з подовженими оборками була знайдена Джоном Беллом Гетчером в окрузі Найобрара на південному сході Вайомінгу. Роботодавець Гетчера, професор палеонтології Отніел Чарльз Марш, виділив для них новий рід — Torosaurus.

### Можлива синонімія з трицератопсом

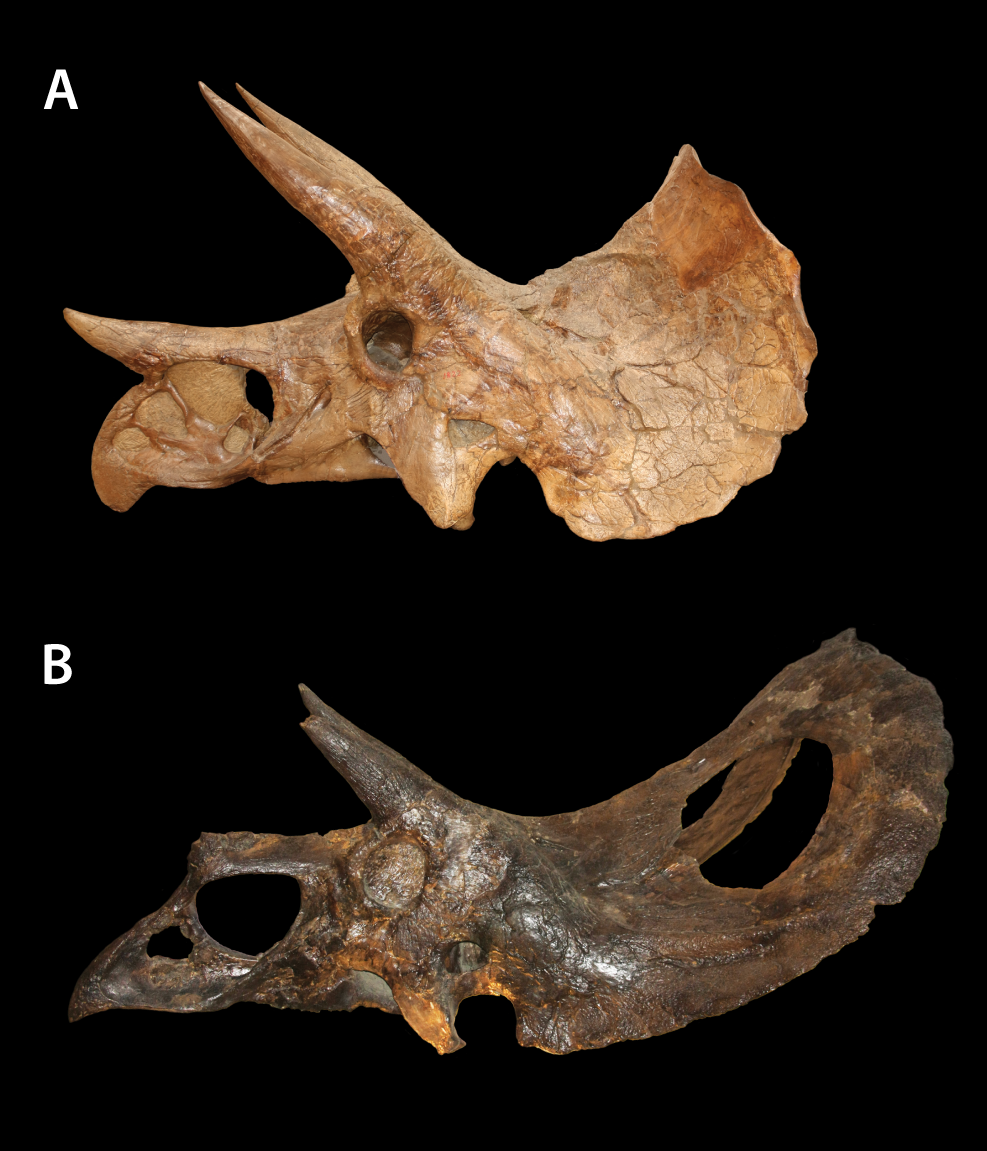
Згідно з «тороморфною» гіпотезою, підростаючі трицератопси (A, Triceratops prorsus голотип YPM 1822) у міру росту розвивали довші оборки з отворами, як показано на прикладі (B, Torosaurus latus зразок ANSP 15192)

Палеонтологи помітили, що екземпляри торозаврів рідко зустрічаються в літописі скам'янілостей, в той час як зразків трицератопса значно більше. Розгорілася дискусія щодо можливості того, що торозавр може бути ідентичним трицератопсу. У маастрихтському віці Ларамідії два близькоспоріднених хасмозаврових співіснували в одному середовищі. Єдиною помітною відмінністю між ними була форма оборки. Довгий час про молодняк торозаврів нічого не було відомо, але було знайдено значну кількість молодих особин трицератопсів.
Трицератопс відрізняється від інших хасмозаврів тим, що в дорослому віці зберігає деякі ювенільні ознаки. Дорослі особини зберігають короткі лускаті кістки, що є випадком педоморфозу. У 2009 році Джон Сканелла, досліджуючи онтогенез динозаврів у формації Гелл-Крік у Монтані, дійшов висновку, що цю ситуацію найкраще можна пояснити гіпотезою про те, що трицератопс і торозавр є різними стадіями розвитку одного роду. Зразки останніх стали б вважати повністю зрілими особинами Triceratops. Торозавр в результаті став би молодшим синонімом трицератопса, з пріоритетом останньої назви для позначення роду.
У 2010 році Сканелла та Джек Горнер, науковий керівник Сканелли в Університеті штату Монтана, опублікували дослідження про закономірності росту тридцяти восьми зразків черепів (двадцять дев'ять трицератопсів, дев'ять торозаврів) з формації Гелл-Крік. Вони дійшли висновку, що торозавр дійсно являє собою зрілу форму трицератопса. Горнер підкреслив, що оборка черепа цератопсів складалася з метапластичної кістки. Характерною особливістю метапластичної кістки є те, що вона може подовжуватися чи вкорочуватися з часом, розтягуватися і розсмоктуватися, утворюючи нові форми. Приблизно 50 % всіх черепів трицератопсів мають дві тонкі ділянки в оборці, які відповідають розташуванню «отворів» в оборках торозаврів. Ці отвори оточені зрілою зернистою кісткою, що дозволяє припустити, що вони розвинулися для зменшення ваги, яка в іншому випадку додалася б у міру того, як дорослі особини трицератопса відрощували довші оборки. Горнер зробив це твердження частиною свого основного аргументу про те, що загалом багато видів динозаврів можуть бути перехідними стадіями розвитку інших відомих видів.

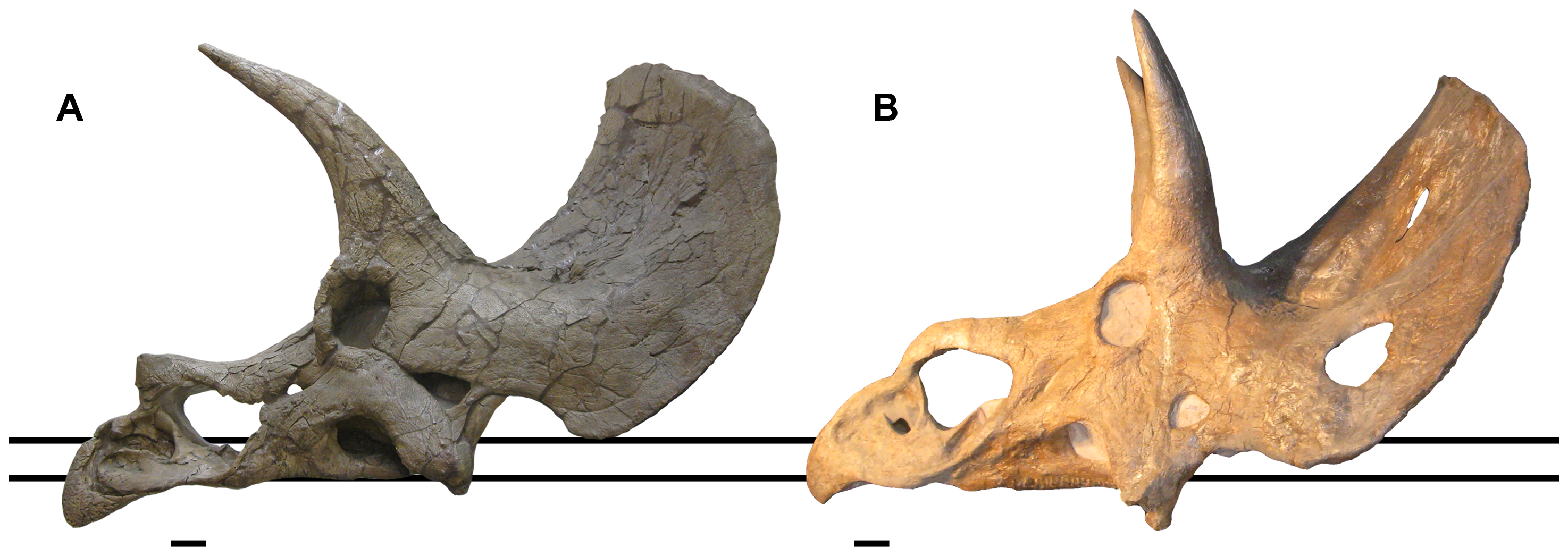
Порівняння черепів трицератопса (праворуч) та зразка недоцератопса USNM 2412 (ліворуч)

Сканелла і Горнер визнали, що не всі дані можна легко пояснити за допомогою їхньої гіпотези. Для цього вони висунули допоміжні гіпотези. Одна з проблем полягала в тому, що якби торозавр був стандартною останньою фазою дозрівання трицератопса, яку називали «фазою тороморфа», то можна було б очікувати, що скам'янілості торозавра були б досить поширеними, тоді як насправді вони доволі рідкісні. Вони пояснювали це високою смертністю дорослих особин і можливістю того, що старі тварини переважно жили на висотах, де ерозія перешкоджала скам'янінню. Другою проблемою був значний діапазон розмірів знайдених зразків торозаврів, що, схоже, вказувало на існування автентичних підліткових особин. У відповідь автори стверджували, що структура кісток вказує на цілком зрілий вік, а різниця в розмірах є результатом індивідуальної варіації. Третє можливе оскарження теорії полягало у відсутності перехідних форм між особинами з тім'яними отворами та без них. Ці фенестри завжди мають ідеальну форму та не схожі на прорізи, що тільки формуються. Як контраргумент автори послалися на зразок USNM 2412, голотип спірного Nedoceratops, як на приклад саме такої перехідної форми. Останній висунутий аргумент стосувався кількості остеодерм на краях оборки. У трицератопсів, як правило, п'ять надтім'яних кісток, включаючи серединну. У торозаврів їх десять або дванадцять, причому середня надтім'яна відсутня. Також відрізняється кількість надлускатих кісток на бічному краю оборки (п'ять у трицератопса, шість або сім у торозавра). Сканелла і Горнер припустили, що кількість надпотиличних закостеніннь збільшується під час дозрівання. Також було зазначено, що як кількість, так і положення остеодерм у трицератопсів варіюються. Це видно на прикладі зразка MOR 2923, що має шість надтім'яних, але не має серединної.

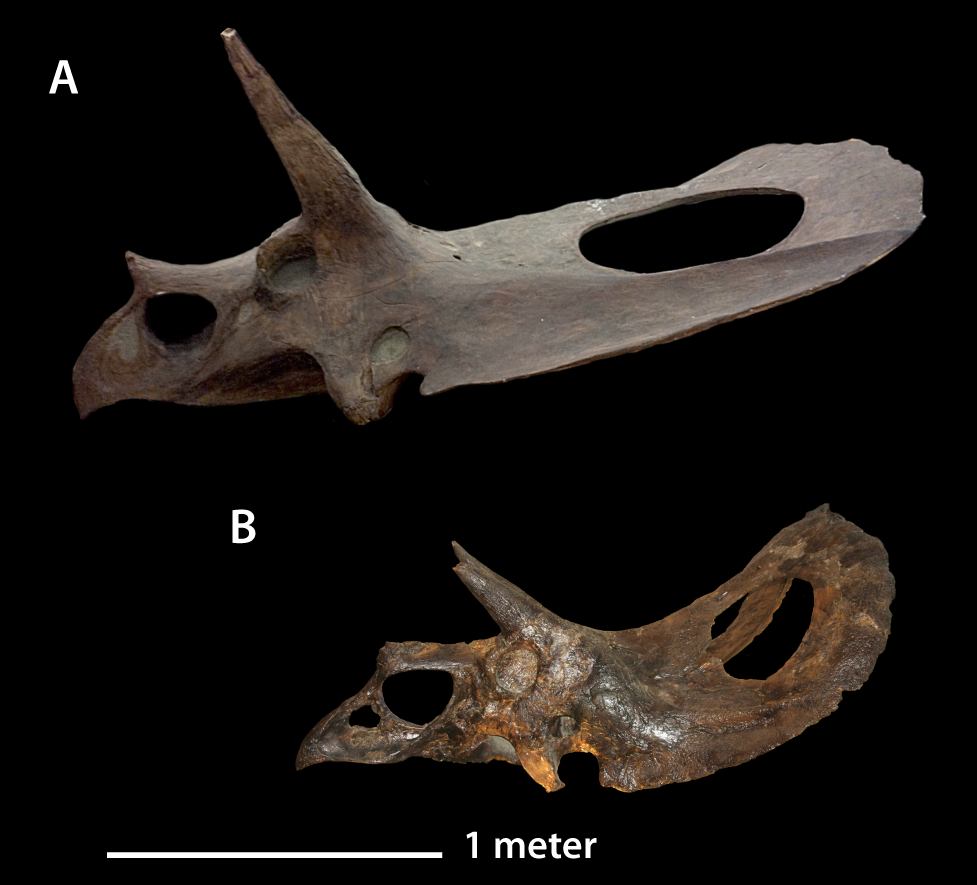
Фінальна стадія мала б надзвичайно велику і пласку оборку, як на прикладі зразка YPM 1831 (A), її розмір показаний у порівнянні з ANSP 15192 (B), підлітковою особиною

Висновки Сканнелли та Горнера не були одностайно визнані у науковому товаристві. Деякі експерти, хоча і допускають можливість того, що «тороморфна» гіпотеза є правильною, ставлять під сумнів її реалістичність. Ця гіпотеза була безпосередньо спростована у статті Ендрю Фарке 2011 року та Ніколаса Лонгріча 2012 року. У 2011 році Фарке переописав проблемний зразок Nedoceratops hatcheri як стару або хвору особину свого роду, в той час як Сканелла і Горнер доводили його ототожнення з трицератопсом.
Фарке підсумував, що деякі факти важко узгодити з припущенням про еволюцію трицератопса в торозавра. Кількість надпотиличних кісток у цератопсів не збільшується зі зростанням оборки. Хоча кількість цих окостенінь часто варіює, схоже, це не пов'язано розмірами тварини, оскільки деякі дитинчата вже демонструють максимальну їх кількість. На завершення Фарке відмітив, що зразок YPM 1831, попри свої величезні розміри, очевидно, ще не повністю виріс, про що свідчать його незрощенні невроцентральні шви та гладка текстура кістки. Відтак, схоже, що він представляв автентичного підліткового торозавра.